# Pseudoxypilus hemerobius
Pseudoxypilus hemerobius es una especie de mantis de la familia Hymenopodidae.

## Distribución geográfica
Se encuentra en Sri Lanka.